# Буковница (Гостыньский повет)
Буковни́ца (пол. Bukownica) — село в Польше, входит в гмину Кробя Гостыньского повята Великопольского воеводства. В 1975—1998 гг. входило в состав Лешненского воеводства. Как административно-территориальная единица Буковница является солецтвом. От центра гмины, Кроби, село располагается к северу, от центра повята, Гостыни, и от центра воеводства, Познани — к югу. Ближайшие к Буковнице сёла: Сикожин, Стара-Кробя, Жихлево и Пияновице. Численность населения 135 человек (на 2011 год). Буковница — часть исторической области Бискупины, её жители являются представителями субэтнической группы бискупян.
Буковница находится на территории парафии (прихода) Святого Николая в Кроби, относящейся к Кробскому деканату Познанской архиепархии.

## История села
История Буковницы, первые упоминания о которой в письменных источниках появляются уже с XIV века, тесно связана с историей края Бискупины. Буковница так же, как и другие сёла Бискупины, находилась во владении познанских епископов до конца XVIII века, после чего стала частью так называемой Кробской экономии, созданной прусскими властями. В XIX веке крестьяне Буковницы были освобождены от крепостной зависимости и получили землю в свою собственность.
Наиболее значимыми для села событиями XX века явились: в 1960-е гг. — проведение электричества, создание пожарной части из добровольцев, постройка дома культуры; в 1979 году — постройка автомобильной дороги к селу; в 1994 году — телефонизация села; в 2000-м — газификация.
В 2007 году на выборах главы солецтва победил Эугениуш Ендрычька (переизбран в 2011 году). В июле 2009 года шквальный ветер (самый сильный в истории села) повалил линии электропередач и деревья (включая 64 тополя), повредил крыши домов, заблокировав дороги, оставив Буковницу без электроэнергии и связи.

## Демография
Динамика численности населения села с 1998 по 2011 гг.
| Перепись | 1998 | 2009 | 2011 |
| -------- | ---- | ---- | ---- |
| Всего    | 152  | 140  | 135  |
| Мужчины  | 75   | 74   | 51   |
| Женщины  | 77   | 66   | 55   |